# Paul McCarthy

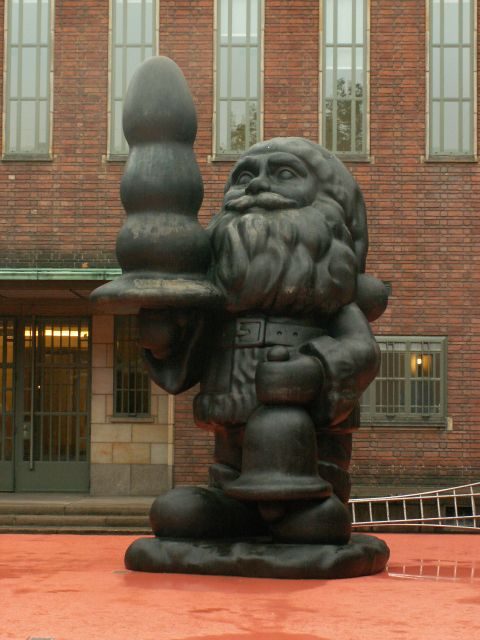
Télapó a rotterdami Museum Boijmans Van Beuningen előtt

Paul McCarthy (Salt Lake City, Utah, 1945. augusztus 4. –) amerikai képzőművész.
Jelenleg Los Angelesben él és dolgozik. Munkái általában konkrét pszichológiai és szociológiai kérdéseket dolgoznak fel, jellegzetes forma és hangulatvilágot teremtve. Elsősorban videó és szobrászművészként tartják számon, munkái közvetlenül összefüggésbe hozhatók a Bécsi Akcionistákkal.

## Iskolái
1. University of Utah
2. San Francisco Art Institute
3. University of Southern California

## Jelentősebb munkái 2005-ig
1. 1968/69-SF Art Institute (Studium): Stoned blue Drawings – Dekonstruktive Materialaktionen
2. 1969–1978-Minimalistische Periode
3. 1972 körül-Gebrauch von Ketchup und Mayonaise
4. 1974 körül-Performances: Ma Belle, Stomach in a Squirrel
5. 1975-Sailor`s Meat ( spielt einen Seemann)
6. 1983-Death Ship , Inside Outside Olive Oil ,
7. 1987-Family Tyranny
8. ab 1991 – Bossy Burger, arbeitet er mit Masken myth. amerik./europ Figuren ( E. Neuman, Heidi, Santa Claus, Piraten, Cowboys )
9. 1992 – The Garden
10. 1995 – Painter
11. 1997/99-Michael Jackson
12. 1998-Sodie Socks Camp OSO / Yahoo
13. 1999-The Box , Brain Box,
14. 2000-Chocolate Blockhead (Weltausstellung in Hannover, Germany )
15. 2001-Pirate
16. 2002-Shit Plug / Pinoccio 2002
17. 2003-Piccadilly Circus / Bunker Basement
18. 2004-Brain Box Dream Box 2004
19. 2005-LaLa Land